# Manuel de Zumaya
Manuel de Zumaya est un prêtre, organiste et compositeur mexicain né vers 1678 et mort en 1755.
Selon l'historien Serge Gruzinski, Manuel de Zumaya est à l'origine du « premier opéra mexicain », El Rodriguo, créé en 1708. En 1709, il composa Al prodigio mayor, chanson répertoriée dans le style mexicain baroque. En 1715, il reçoit la charge de maître de chapelle. Il lui est également demandé de mettre en musique et de traduire des livrets italiens.